# ریچل بروکس گلیسون
ریچل بروکس گلیسون (انگلیسی: Rachel Brooks Gleason؛ ‏ ۲۷ نوامبر ۱۸۲۰ – ۱۳ مارس ۱۹۰۵) پزشک اهل ایالات متحده آمریکا بود. وی چهارمین زنی بود که در ایالات متحده آمریکا مدرک پزشکی دریافت کرد.

## اوایل زندگی
ریچل اینگال بروکس در ۲۷ نوامبر ۱۸۲۰ میلادی در روستای وینهال واقع در شهرستان بنینگتن، ورمانت دیده به جهان گشود. پدر او روبن بروکس و مادرش لوسی موزی نام داشتند. او دو خواهر و برادر داشت: جان کوئینسی بروکس و لوسی زیپورا بروکس.
در دوران جوانی او، هیچ دانشکده‌ای برای زنان وجود نداشت، اما گلیسون از کتاب‌های درسی کالج که در خانه مطالعه می‌کرد، تحصیلات دانشگاهی قابل قبولی پیدا کرد. همسرش سیلاس او. گلیسون که پزشک بود، زمانی که استاد بهداشت در کالج پزشکی مرکزی در راچستر، نیویورک شد، موفق شد استادان و متولیان این دانشگاه را متقاعد کند که درهای دانشکده را به روی زنان هم بازکنند و آنها را به‌عنوان دانشجو بپذیرند. ریچل بروکس گلیسون زیر نظر همسرش تحصیل کرد و در سال ۱۸۵۱ در رشته پزشکی فارغ‌التحصیل شد. او چهارمین زنی بود که مدرک پزشکی در ایالات متحده گرفت. او پیش از ورود به دانشکده پزشکی مدتها دستیار همسرش در طب آلوپاتی بود.

## حرفه
پس از فارغ‌التحصیلی، گلیسون سه سال در یک آسایشگاه در آبادی گلن هِـیو واقع در نیویورک و یک سال در ایتاکا طبابت کرد. او بیش از چهل سال سرپرست درمانگاه آب‌درمانی المایرا، نیویورک بود که در سال ۱۸۵۲ افتتاح شد و بعدها به عنوان بیمارستان مسلولین گلیسون در المیرا نیویورک شناخته شد. استراحتگاه بهداشتی هیدروپاتیک به زنان ثروتمند و طبقهٔ بالای اجتماع خدمات می‌داد و تخصص آنها «بیماری‌های بانوان» بود. خانوادهٔ گلیسون این محل کسب‌وکار را در سال ۱۸۹۹ فروختند و تمام ساختمان‌ها در سال ۱۹۵۹ تخریب شدند.
او یک کار مشاوره‌ای بزرگ هم داشت که به اکثر شهرهای ایالت ارائه می‌شد. کتاب او در مورد درمان خانگی معلولان، با بیماران من صحبت می‌کند: نکاتی در مورد خوب شدن و خوب ماندن (نیویورک، ۱۸۷۰) به چاپ هشتم رسید. پس از فارغ‌التحصیلی در رشته پزشکی، او سخنرانی‌هایی در مورد فیزیولوژی و بهداشت برای زنان ارائه کرد، که با کمک بهترین الگوها و نمودارهایی که در آن زمان وجود داشت صورت پذیرفت.
ریچل بروکس گلیسون به مدت بیست و پنج سال هر شنبه کلاس‌های انجیل و دعا برگزار می‌کرد. او از اوایل دوران دختری مدافع اصلاح نحوه لباس و پوشش زنان و همچنین آزادی بیشتر آنان بود. او از طریق کالج‌های پزشکی به هجده دانشجوی زن کمک کرد که همگی از نظر حمایت مالی به او وابسته بودند و بیشتر آنها از معلولیت نجات یافتند. بسیاری از این دانشجویان، افراد برجسته‌ای شدند و همگی پزشکان شایسته‌ای بودند. گلیسون قبل از جنگ داخلی آمریکا یک کنشگر مؤثر ضد برده‌داری بود و پس از آن به‌طور مداوم به مدارس فریدمن کمک کرد.

## زندگی شخصی
گلیسون تا زمان ازدواجش در ۳ ژوئیه ۱۸۴۴ با سیلاس اورسموس گلیسون (۱۸۱۸–۱۸۹۹) به انتخاب خودش (و نه از روی ضرورت) یک آموزگار بود. آنها دو فرزند داشتند: ئی.بی. گلیسون و آدل آملیا گلیسون (درگذشته در سال ۱۹۳۰).
گلیسون در ۱۳ مارس ۱۹۰۵ درگذشت و در گورستان وودلاون در المایرا، نیویورک به خاک سپرده شد.